# RV (película)
RV o Runaway Vacation (Locas vacaciones sobre ruedas en Hispanoamérica y ¡Vaya vacaciones! en España) es una película de comedia dirigida por Barry Sonnenfeld y protagonizada por Robin Williams, la cual fue estrenada en el 2006.

## Argumento
Bob Monroe (Robin Williams) y su familia alquilan una casa rodante para un viaje de vacaciones por carretera hacia Rocollosas de Colorado. Bob no es el conductor más habilidoso y además de esto los frenos de la casa rodante no son los mejores. Para agravar la situación Bob debe asistir a una reunión durante sus vacaciones, o de lo contrario perderá su trabajo. Los integrantes de la familia se sumergen en una aventura sin igual, que contará con mapaches en el horno y casas rodantes en el lago.

## Reparto
- Robin Williams como Bob Monroe.
- Cheryl Hines como Jamie Monroe.
- JoJo como Cassie Monroe.
- Josh Hutcherson como Carl Monroe.
- Jeff Daniels como Travis Gornicke.
- Kristin Chenoweth como Mary Jo Gornicke.
- Hunter Parrish como Earl Gornicke.
- Chloe Sonnenfeld como Moon Gornicke.
- Alex Ferris como Billy Gornicke.
- Will Arnett como Todd Mallory.
- Brendan Fletcher como Howie
- Matthew Gray Gubler como Joe Joe
- Barry Sonnenfeld como Irv
- Richard Ian Cox como Laird
- Rob LaBelle como Larry Moiphine
- Brian Markinson como Garry Moiphine
- Ty Olsson como Diablo Pass Officer
- Diane Michelle como Lola el GPS

## Banda sonora
- A World In Crisis - Filthy Rich
- Gangsta Protocol - Green
- Show Time - Zino & Tommy
- G.T.O. - Lyle Lovett
- G.T.O. - Ronny & The Daytonas
- Whiteboys - Mike Kumagai and Bryan Mahoney
- Cherry Bomb - The Runaways
- Stand By Your Man - Tammy Wynette
- (Shake, Shake, Shake) Shake Your Booty - KC & The Sunshine Band
- Honky Tonk Town - Hank Thompson
- Buckaroo - Buck Owens And His Buckaroos
- Star Trek Theme - Alexander Courage
- Never Ending Song Of Love - Delaney & Bonnie & Friends
- Your Mama Don't Dance - Kenny Loggins and James Messina
- Needles and Pins - Jackie DeShannon
- Oh! Susanna - Stephen Foster
- Dixie (I Wish I Was In Dixie) - Daniel Decatur Emmett
- Route 66! - Bobby Troup